# Eddy Baldewijns
Edouard S.L.J.L. (Eddy) Baldewijns, né à Borlo le 22 avril 1945, est un homme politique belge, membre du sp.a (Socialistische Partij Anders).
Il fut bourgmestre de Gingelom de 1989 à 2004.